# Иудаизм без прикрас
«Иудаи́зм без прикра́с» (укр. Іудаїзм без прикрас) — антирелигиозная и антисемитская книга Трофима Кичко, вышедшая в издательстве Академии наук Украинской ССР в 1963 году на украинском языке и ставшая причиной крупного международного скандала.
Кичко объединил в своём пропагандистском произведении антииудаизм, антисионизм с антисемитскими теориями заговора и оформлением в стиле нацистской пропаганды. Протест против этой публикации выразили еврейские, правозащитные и прочие организации — вплоть до ООН, а также лидеры крупных коммунистических партий Запада; эти протесты переросли в масштабную международную кампанию в защиту прав советских евреев.
В результате такой реакции Запада советские идеологи подвергли книгу Кичко критике и изъяли её из обращения, но, одновременно, публично отвергли претензии в наличии антисемитизма в СССР.

## Антисемитизм в СССР
На государственном уровне антисемитизм возник в СССР в конце 1930-х годов и достиг пика в конце 1940-х — начале 1950-х годов. Кампания по «борьбе с космополитизмом», начавшаяся в 1946 году, превратилась в антисемитскую — с преследованиями и массовыми арестами. В 1948 году был закрыт Еврейский антифашистский комитет и ряд других национальных учреждений, активисты ЕАК были казнены. Объявление о начале «Дела врачей» в январе 1953 года породило слухи о подготовке массовой депортации евреев в лагеря. Само дело было прекращено после смерти Сталина.
После этого волна антисемитизма спала. Однако в целом антисемитизм продолжал оставаться существенным элементом внутренней советской политики. Евреи не допускались в высшие эшелоны власти, ряд сфер деятельности для них был закрыт полностью или частично, например, дипломатия, внешняя торговля, органы безопасности и тому подобное. Антирелигиозная кампания Хрущёва в части нападок на иудаизм, по мнению директора «Антидиффамационной лиги» Вильяма Кори, приобрела антисемитский характер. В частности, книга «Галерея святых» писателя XVIII века Поля Гольбаха, в которой евреи были названы преступниками и «врагами рода человеческого», распространялась в десятках тысяч экземпляров. Историки Мордехай Альтшулер и Геннадий Костырченко отмечали, что борьба в СССР против иудаизма была более интенсивной и масштабной, чем против других легальных религий. Всего за период 1959—1964 годов в СССР было опубликовано 2,5 млн экземпляров изданий с антииудейской пропагандой — и это без учёта антисионистских и других изданий, также содержавших критику иудаизма. Костырченко также писал, что особенную интенсивность антииудейская пропаганда получила на Украине.
Синагоги массово закрывались, причём во многих случаях не из-за недостатка верующих, а по прямому указанию властей. Их количество с 1960 по 1965 год сократилось более чем в 4,5 раза, на весь СССР к 1965 году осталось около 40 раввинов. Возможности соблюдения религиозных традиций были крайне ограничены, молитвенников и предметов религиозного обихода не хватало, а в ряде городов были закрыты еврейские кладбища. Регистрация религиозных общин запрещалась. В частности, на просьбы зарегистрировать общину или открыть синагогу на конец 1955 года получили на Украине отказы евреи Полтавы, Мукачево, Сталино, Тульчина, Станислава, Одессы, Львова, Днепропетровска и многих других городов.
Кандидат философских наук Трофим Кичко, работавший лектором Киевского областного лекционного бюро общества «Знание», занимался критикой иудаизма и ранее. В 1957 году вышла его брошюра «Иудейская религия, её происхождение и суть» (укр. Іудейська релігія, її походження і суть) и она также была замечена за пределами СССР. В частности, вышел разгромный отзыв в газете The New York Times, а в агентстве United Press был опубликован материал под названием «Поток брани против иудаизма льётся в Украине». Новая книга стала реакцией на инициативу 1-го заместителя заведующего отделом пропаганды и агитации ЦК КПСС по союзным республикам Василия Снастина, который, получив в 1959 году из Киева доклад КГБ о содержании изученной религиозной еврейской литературы, предложил меры по усилению пропаганды для раскрытия «реакционной сущности» и «националистического характера» иудаизма.

## Содержание книги
Книга «Иудаизм без прикрас» была издана Академией наук Украинской ССР в 1963 году на украинском языке. Она была написана с антирелигиозных позиций, с целью квалифицировать иудаизм как преступную доктрину. Один из руководителей Американского еврейского конгресса Моше Дектер отмечал, что впервые пропаганда антииудаизма в СССР была опубликована под эгидой Академии наук и в объёме 192 страниц.
В издательской аннотации говорилось, что иудаизм — одна из древних религий, «которая вобрала в себя и сконденсировала всё наиболее реакционное и античеловеческое» в современных религиях. По заявлениям автора, иудаизм использовался для классового угнетения трудящихся со стороны богатых, а концепция богоизбранности евреев препятствует объединению пролетариев для защиты своих классовых интересов. С помощью вырванных из контекста цитат из Талмуда, Кичко утверждал, что евреи якобы не только имеют право, но и обязаны издеваться, обманывать, грабить и убивать иноверцев. Синагога, по утверждению автора, с помощью раввинов позволяет богатым наживаться за счёт бедных, а иудаизм отрицает равенство мужчин и женщин, делая из женщины «рабыню» отца, а потом мужа. Кичко писал, что благодаря СССР многие евреи отказалась от религиозного мракобесия и перестали быть иудеями и сионистами.
Кроме этого, книга содержала пересказ теорий о стремлении евреев к мировому господству и заговоре еврейских банкиров, автор соединил в одно целое Израиль, сионизм, иудаизм и «американских империалистов», добавляя к этому «дела миллиардеров Рокфеллеров, которые уже десятки лет стараются захватить в свои руки часть Палестины — Негев с её нефтяными залежами…». Кичко также обвинял сионистов в сотрудничестве с нацистами, подавая это как пример непримиримого противоречия между сионизмом и еврейскими трудящимися. Сам будучи репрессированным ранее по ложным обвинениям, Кичко цитировал в своей книге пропагандистские антиеврейские клише начала 1950-х годов.
Как пишет Краткая еврейская энциклопедия, в книге были собраны «клевета и измышления, распространявшиеся антисемитской литературой в течение многих веков». Историк Боб Вайнберг считает, что эта книга является отражением пропагандистского стереотипа о том, что иудаизм поощряет безудержную эксплуатацию неевреев. Ряд обозревателей сравнил книгу Кичко с известной дореволюционной антисемитской фальшивкой — «Протоколами сионских мудрецов». В частности, известный исследователь «Протоколов» французский философ и политолог Пьер-Андре Тагиефф отмечал, что в советской пропаганде миф о еврейском заговоре существовал в форме «сионистского заговора», связанного с «реакционными силами», с «империализмом» или с «шовинизмом». Примером такого мифа была книга Кичко, которая продолжала ту же линию обвинений в адрес евреев, что была ранее проведена в «Протоколах». Один полюс — еврейская жестокость, описанная в Библии, второй — жажда власти, которая появляется в стремлении к завоеванию и порабощению других народов с целью их эксплуатации. Кичко конструирует отталкивающий образ еврея как эссенциализированного типа, неизменного с древних времён и по сей день. Тагиефф резюмирует созданный Кичко образ такими словами:

Варварский народ, особенно жестокий, безжалостно истребляющий соседние народы или их колонизирующий и эксплуатирующий во имя мнимого превосходства, сообщаемого фиктивной «избранностью»…; народ завоевателей и покорителей, поддерживаемый религией, практикующей особенно дикие ритуалы, некое хранилище древних человеческих жертвоприношений; наконец, народ, неспособный к изобретательству, культурно бесплодный, имитирующий, похищающий создания других, народ, кроме того, злой и презирающий других, коварный, плутовской, лицемерный…

Особый эффект создавали многочисленные карикатуры М. Савченко, похожие на иллюстрации, публиковавшиеся ранее в нацистском еженедельнике Der Stürmer.
Исследователь советского религиоведения Анна Мария Басаури Зюзина указала на крайне низкий научный уровень работы Кичко и привела ряд примеров некорректного и искажённого цитирования, она отметила неакадемический стиль, рассчитанный на упрощённое восприятие читателя. Геннадий Костырченко считает, что содержание книги «характеризовалось ходульной, лозунговой стилистикой и изобиловало вульгарными выражениями и оценками». Один из основателей современной американской иудаики историк Сало Барон писал с возмущением, что «публикуя эту книжонку от своего имени, украинская Академия наук тем самым ставит свою официальную печать одобрения под клеветническими тирадами злобного юдофоба и бездарного писаки».
Американский политолог Леон Шапиро полагал, что книга Кичко планировалась как первый шаг в крупной антиеврейской кампании в СССР. Он обратил внимание, что буквально через месяц после публикации Кичко в Кишинёве была сдана в печать книга Феодосия Маяцкого «Современный иудаизм и сионизм» с аналогичными тезисами и с использованием источников, связанных с «Делом врачей» 1953 года, которое к этому времени официально считалось сфальсифицированным. Некоторые исследователи (в частности, Стефан Поссони) считали, что заказ написать эту книгу именно на украинском языке был рассчитан не только на дискредитацию иудаизма, но и разжигание вражды между евреями и украинцами.

## Реакция на Западе
Книга Кичко стала причиной международного скандала и вызвала отрицательную реакцию даже у коммунистов США и Западной Европы. Морис Абрам, который был одновременно президентом Американского еврейского конгресса и представителем США в Комиссии по правам человека ООН, 6 марта 1964 года обратился к представителю СССР в ООН Борису Иванову с риторическим вопросом о соответствии книги Кичко Конституции и Уголовному кодексу. 24 февраля 1964 года он представил эту книгу как образчик антисемитизма на специальной пресс-конференции. Гневную реакцию по этому вопросу опубликовали лидеры французских и американских коммунистов Морис Торез и Гэс Холл, протест выразили также представители итальянских, британских, канадских и других коммунистов.
Генеральный секретарь Компартии США Гэс Холл 24 марта 1964 года в газете The Worker заявил:

Я не сомневаюсь в антисемитском характере увиденного. Такие стереотипные клеветнические карикатуры на еврейский народ должны быть безоговорочно осуждены.
Оригинальный текст (англ.)There is no doubt in my mind about the anti-Semitic character of what I have seen. Such stereotyped, slanderous caricatures of the Jewish people must be unequivocally condemned

Редактор теоретического органа Компартии США Political Affairs Хайман Люмер написал, что книга Кичко несомненно антисемитская. И не потому, что Кичко критикует иудаизм, а потому, как именно он это делает. Люмер отметил, что это не единственный пример антисемитской пропаганды в СССР. Аналогичные тезисы публиковались и другими советскими авторами, в частности, Феодосием Маяцким («Современный иудаизм и сионизм», Кишинёв) и Гилером Лившицем («Происхождение и реакционная сущность иудаизма», Минск). К 1964 году было издано не менее 240 таких статей.
Левые газеты на Западе также подвергли книгу массовой и жёсткой критике в марте 1964 года. Нью-йоркская коммунистическая еврейская газета «Морган фрайхайт» 24 марта написала в передовице, что книга Кичко «напоминает всем известные карикатуры на евреев в антисемитских журналах». Парижская еврейская коммунистическая газета «Найе Прессе» 16 марта опубликовала открытое письмо в агентство печати «Новости», в котором требовала «информировать нас об этом памфлете… действительно ли такая книга появилась в Киеве, а если появилась, то что думает и предпринимает советская власть» против такой антисемитской пропаганды. Канадский левый еженедельник Vochenblatt 19 марта опубликовал статью под названием «Мы потрясены». Протесты против книги Кичко появились также в газете французской компартии L’Humanité (24 марта), в левой итальянской газете Paese sera (25 марта), в газете итальянской компартии L’Unità (29 марта), а также в Великобритании, Швеции и других странах.
Труд Кичко также стал предметом рассмотрения на Всемирной конференции еврейских организаций, посвящённой проблеме антисемитизма в СССР, которая прошла в Брюсселе в марте 1964 года. Конференция выступила с призывом к советскому правительству «восстановить права евреев и еврейской общины и предоставить равенство с другими религиозными и национальными группами в соответствии с требованиями советской Конституции и закона». Аналогичное заявление было инициировано «Антидиффамационной лигой» и подписано 2000 протестантских и католических священнослужителей, «Национальной Конференцией в поддержку советских евреев» в апреле 1964 года в Вашингтоне и ряде других форумов. Тему борьбы за права советских евреев поддержал ряд известных американских общественных деятелей, включая борца за права чернокожих Мартина Лютера Кинга.
Западные журналисты опубликовали информацию, что в годы оккупации Кичко сотрудничал с коллаборационистской прессой в Виннице, незаслуженно причисляя себя к участникам антифашистского подполья, за что был ранее исключён из коммунистической партии, однако впоследствии восстановлен (обвинения в коллаборационизме в адрес Кичко не получили подтверждения). На сессии Комитета по правам человека ООН в октябре 1964 года делегацию УССР прямо обвинили в антисемитизме. Во время поездки Никиты Хрущёва по странам Скандинавии весной 1964 года его встречали демонстрациями протеста против дискриминации советских евреев, отчасти мотивированными публикацией книги «Иудаизм без прикрас». Илья Эренбург писал, что ему пришлось отменить пресс-конференцию в Стокгольме: он не мог объяснить как такое расистское издание могло появиться в СССР.

## Реакция в СССР
Скандал наносил такой ущерб имиджу СССР за рубежом, что руководство было вынуждено принять меры. 11 марта 1964 года глава Идеологического отдела ЦК КПСС Леонид Ильичёв отдал распоряжение своему заместителю Ивану Удальцову подготовить справку по данному вопросу. Удальцов, признавая «формы, которые дают пищу для антисоветских спекуляций», предлагал опубликовать в газете «Правда» осторожную рецензию, чтобы «не дать сионистским критикам оснований для утверждений о правомерности их обвинений в адрес книги». Однако Ильичёв принял более жёсткое решение.
25 марта появилась критическая статья Ш. Каца в «Бюллетене АПН», ещё через два дня — статья Б. Лобовика и К. Ямпольского в киевской газете «Радянська культура». По мнению Каца, Кичко не справился с задачей ознакомить читателей с научными взглядами на религию. В «Радянськой культуре» было сказано, что книга Кичко выполнена на низком научном и художественном уровне, а также оскорбляет верующих. 27 марта появились критические сообщения агентств ТАСС и «Новости». А 4 апреля 1964 года в «Правде» было опубликовано так называемое «Сообщение идеологической комиссии ЦК КПСС», в котором указывалось:

Автор книги и авторы предисловия неправильно интерпретировали некоторые вопросы, касающиеся возникновения и развития этой религии (иудаизма)… несколько ошибочных положений и иллюстраций могут оскорбить чувства верующих и интерпретироваться как проявление антисемитизма.

После этого книга Трофима Кичко была изъята из продажи и из библиотек. Главный редактор газеты «Известия» Алексей Аджубей утверждал, что все экземпляры книги были конфискованы и уничтожены. Однако анонимная статья в «Известиях» «Об одной неожиданной шумихе» 5 апреля 1964 года сопровождала признание «отдельных ошибок» утверждениями о «жалких расчетах» врагов, «антисоветских инсинуациях» и желании «опорочить политику Советского государства в национальном вопросе». Первый секретарь ЦК КПУ Пётр Шелест писал в своём дневнике о книге Кичко, что ознакомившись с ней после звонка Ильичёва, лично он «ничего предосудительного или крамольного в ней не нашел».
Советские евреи, опасаясь репрессий, никаких протестов не выражали. Более того, председатель киевской религиозной общины Гендельман на вопрос посла Франции Филиппа Боде о книге Кичко был вынужден оправдывать политику властей и рассказывать, что евреи в СССР пользуются равными правами с гражданами других национальностей.
Кроме этого, советские власти запретили ввоз в СССР еврейских прокоммунистических изданий «Морган фрайхайт» (США) и «Ла пресс нувель» (фр. La presse nouvelle, Франция), которые активно критиковали книгу Кичко.

## Последующие события
В послевоенный период и особенно в годы антирелигиозной кампании давление на иудейские общины в СССР было особенно сильным, члены этих общин ощущали дискриминацию и как евреи, и как верующие. А сама антирелигиозная кампания стала прелюдией к антисионистской, которая особенно массово развернулась после арабо-израильской войны 1967 года.
Тот же Кичко продолжил публиковать соответствующие тезисы, например в статье «Сионизм — орудие империализма» в газете «Комсомольское знамя» 4 октября 1967 года. 27 августа 1968 года газета «Молодь України» включила «Иудаизм без прикрас» в рекомендованный список литературы по антирелигиозной тематике. Кичко, ставший к этому времени председателем научно-методического совета общества «Знание», опубликовал новую книгу «Иудаизм и сионизм», которая была использована в рамках антисионистской и антисемитской кампании в социалистической Польше.

## Публикации
Книга была издана в октябре 1963 года под эгидой Академии наук УССР на украинском языке. Переводы книги на английский и французский языки появились сразу же после её выхода и были сделаны на Украине. Тагиефф, рассматривая французский перевод, отмечает, что он был сделан с подложными выходными данными: Париж был указан в качестве места издания, а само оно представлено как публикация вымышленного «Центра французско-украинских исследований».

### Комментарии
1. ↑  Иванов был резидентом КГБ в Нью-Йорке, работавшим под дипломатическим прикрытием
2. ↑  В реальности этот текст написал Ильичёв и 2 апреля 1964 года завизировал его у Хрущёва, см. Чарный, 2007.